# L. J. Smith
Pour les articles homonymes, voir Smith.
Ne doit pas être confondu avec Lisa Smith.
Lisa Jane Smith (connue également comme Ljane Smith, Lisa Smith ou L. J. Smith), née le 4 septembre 1958 à Fort Lauderdale en Floride et morte le 8 mars 2025 à Walnut Creek en Californie, est une écrivaine américaine. 
Ses livres sont destinés aux jeunes adultes et combinent une multitude de genres : horreur, science-fiction, fantasy, romance.

## Biographie
Lisa Jane Smith a écrit quatre  trilogies, deux séries et deux romans. Ses livres sont peuplés de façon caractéristique par des personnes inhabituellement belles, humaines ou surnaturelles, la plupart jeunes, ou tout au moins d'apparence juvénile. Ses histoires portent habituellement sur un conflit entre le bien et le mal, tournant autour d'un personnage ambigu central, qui, tout en essayant de séduire l'héroïne et la pousser vers l'obscurité, finit par lui-même renaître dans la lumière et devient ainsi un héros. Parfois, ce scénario est inversé, ou est une variation sur le thème. Dans la série Night World, le conflit bien/mal est institutionnalisée en une conspiration qui altère la réalité.
À partir de 1998, Lisa Jane Smith s'est arrêtée d'écrire pendant dix ans. Elle a fait son retour en 2008 avec un nouveau site web et une série de nouvelles histoires courtes. Les livres de la série Le Journal d'un vampire ont été rééditées à partir de 2007, et la trilogie Le Cercle secret et les romans Night World en 2008 et 2009. Solstice d'hiver et Un cœur indompté ont également été réédités en 2008. La première livraison concernant la nouvelle trilogie Journal d'un vampire, intitulée Le Retour, a été publiée le 10 février 2009.

## Publications

### Saga

#### Night World
1. Le Secret du vampire, Michel Lafon, 2009 ((en) Secret Vampire, 1996)
2. Les Sœurs des ténèbres, Michel Lafon, 2010 ((en) Daughters of Darkness, 1996)
3. Ensorceleuse, Michel Lafon, 2010 ((en) Spellbinder, 1996)
4. Ange noir, Michel Lafon, 2010 ((en) Dark Angel, 1996)
5. L'Élue, Michel Lafon, 2011 ((en) The Chosen, 1997)
6. Âme sœur, Michel Lafon, 2011 ((en) Soulmate, 1997)
7. La Chasseresse, Michel Lafon, 2011 ((en) Huntress, 1997)
8. Le Royaume des ténèbres, Michel Lafon, 2012 ((en) Black Dawn, 1997)
9. La Flamme de la sorcière, Michel Lafon, 2012 ((en) Witchlight, 1998)
10. (en) Strange FateÀ paraître

#### Journal d'un vampire
1. La Naissance, J'ai lu, 2000 ((en) The Awakening, 1991)
2. Princesse des ténèbres, J'ai lu, 2000 ((en) The Struggle, 1991)
3. La Furie, J'ai lu, 2000 ((en) The Fury, 1991)
4. Réunion macabre, J'ai lu, 2000 ((en) Dark Reunion, 1992)

La série a été interrompue dix-sept ans en langue originale. À la suite de sa reprise, les éditions Hachette Jeunesse ont réédité les quatre premiers volumes en les regroupant deux par deux, modifiant ainsi l'ordonnancement des livres.
1. Le Réveil, Hachette Jeunesse, 2009 ((en) The Awakening & The Struggle, 1991)
2. Les Ténèbres, Hachette Jeunesse, 2009 ((en) The Fury & Dark Reunion, 1991)
3. Le Retour, Hachette Jeunesse, 2010 ((en) The Return: Nightfall, 2009)
4. Le Royaume des ombres, Hachette Jeunesse, 2010 ((en) The Return: Shadow Souls, 2010)
5. L'Ultime Crépuscule, Hachette Jeunesse, 2011 ((en) The Return: Midnight, 2011)
6. Dévoreur, Hachette Jeunesse, 2012 ((en) The Hunters: Phantom, 2011)Écrit par un nègre littéraire anonyme
7. Le Chant de la lune, Hachette Jeunesse, 2012 ((en) The Hunters: Moonsong, 2012)Écrit par un nègre littéraire anonyme
8. Cruelle Destinée, Hachette Jeunesse, 2013 ((en) The Hunters: Destiny Rising, 2012)Écrit par un nègre littéraire anonyme
9. Le Cauchemar, Hachette Jeunesse, 2013 ((en) The Salvation: Unseen, 2013)Écrit par un nègre littéraire du nom de Aubrey Clark
10. La Traque, Hachette Jeunesse, 2014 ((en) The Salvation: Unspoken, 2013)Écrit par un nègre littéraire du nom de Aubrey Clark
11. Rédemption, Hachette Jeunesse, 2014 ((en) The Salvation: Unmasked, 2014)Écrit par un nègre littéraire du nom de Aubrey Clark

#### Le Journal de Stefan
Cette série est inspirée des livres Le Journal d'un vampire mais les romans ne sont pas écrit par L. J. Smith à l'exception du tome 3.
1. Le Journal de Stefan : Les Origines, Hachette, coll. Black Moon, 2011 ((en) Stefan’s Diaries: Origins, 2010)
2. Le Journal de Stefan : La Soif de sang, Hachette, coll. Black Moon, 2011 ((en) Stefan’s Diaries: Bloodlust, 2011)
3. Le Journal de Stefan : L’Irrésistible Désir, Hachette, coll. Black Moon, 2011 ((en) Stefan’s Diaries: The Craving, 2011)
4. Le Journal de Stefan : L'Éventreur, Hachette, coll. Black Moon, 2012 ((en) Stefan’s Diaries: The Ripper, 2011)
5. Le Journal de Stefan : L'Asile, Hachette, coll. Black Moon, 2012 ((en) Stefan’s Diaries: The Asylum, 2012)
6. Le Journal de Stefan : Manipulés, Hachette, coll. Black Moon, 2012 ((en) Stefan’s Diaries: The Compelled, 2012)

#### Le Cercle secret
À partir du tome 4, la série n'est plus écrite par L. J. Smith mais par Aubrey Clark.
1. Initiation, Hachette Jeunesse, 2010 ((en) The Initation, 1992)
2. Captive, Hachette Jeunesse, 2010 ((en) The Captive, 1992)
3. Pouvoir, Hachette Jeunesse, 2011 ((en) The Power, 1992)
4. Le Choix inévitable, Hachette Jeunesse, 2013 ((en) The Divide, 2012)
5. Le Livre interdit, Hachette Jeunesse, 2013 ((en) The Hunt, 2012)
6. L'Affrontement final, Hachette Jeunesse, 2013 ((en) The Temptation, 2013)

#### La Nuit du solstice
Les deux premiers tomes ont été édités en un seul volume en France.
1. Solstice d'hiver, Michel Lafon, 2012 ((en) The Night of the Solstice, 1987)
2. Un cœur indompté, Michel Lafon, 2012 ((en) Heart of Valor, 1990)

#### Un jeu interdit
1. Le Chasseur, Michel Lafon, 2013 ((en) The Hunter, 1994)
2. La Poursuite, Michel Lafon, 2013 ((en) The Chase, 1994)
3. L'Affrontement, Michel Lafon, 2013 ((en) The Kill, 1994)

L'intégrale de la trilogie Un jeu interdit a été éditée aux éditions Michel Lafon en juin 2011.

#### Prémonitions
1. Étrange Pouvoir ((en) The Strange Power, 1994)
2. Possédés ((en) The Possessed, 1995)
3. Passion ((en) The Passion, 1995)

L'intégrale de la trilogie Prémonitions a été éditée aux éditions Michel Lafon en juin 2010.

### Histoires courtes

#### Blood Will Tell
- Thicker Than Water
- Brionwy's Berceuse
- Ash & Mary-Lynnette : Ceux qui favorisent l'incendie
- Jez and Morgead's : Hors de la nuit
- Matt & Elena : Premier Rendez-vous
- Bonnie & Damon : Après heures